# اچ‌ام‌سی‌اس ایروکوا (جی۸۹)
اچ‌ام‌سی‌اس ایروکوا (جی۸۹) (به انگلیسی: HMCS Iroquois (G89)) یک کشتی است که طول آن ۳۷۷ فوت (۱۱۵ متر) می‌باشد. این کشتی در سال ۱۹۴۱ ساخته شد.